# Oscar 2004
Cea de-a 76-a ediție a Premiilor Academiei Americane de Film a avut loc pe 29 februarie 2004 (prima ceremonie în 62 de ani care are loc în altă lună decât martie sau aprilie) la Kodak Theatre din Hollywood, California. Gazda show-lui a fost Billy Crystal.

## Cel mai bun film
- Stăpânul inelelor: Întoarcerea Regelui
- Lost in Translation
- Master and Commander: The Far Side of the World
- Mystic River
- Seabiscuit

## Cel mai bun regizor
- Peter Jackson - Stăpânul inelelor: Întoarcerea Regelui
- Fernando Meirelles - City of God
- Sofia Coppola - Lost in Translation
- Peter Weir - Master and Commander: The Far Side of the World
- Clint Eastwood - Mystic River

## Cel mai bun actor
- Sean Penn - Mystic River
- Johnny Depp - Pirates of the Caribbean: The Curse of the Black Pearl
- Ben Kingsley - House of Sand and Fog
- Jude Law - Cold Mountain
- Bill Murray - Lost in Translation

## Cea mai bună actriță
- Charlize Theron - Monster
- Keisha Castle-Hughes - Whale Rider
- Diane Keaton - Something's Gotta Give
- Samantha Morton - In America
- Naomi Watts - 21 Grams

## Cel mai bun actor în rol secundar
- Tim Robbins - Mystic River
- Alec Baldwin - The Cooler
- Benicio del Toro - 21 Grams
- Djimon Hounsou - In America
- Ken Watanabe - Ultimul samurai

## Cea mai bună actriță în rol secundar
- Renée Zellweger - Cold Mountain
- Shohreh Aghdashloo - House of Sand and Fog
- Patricia Clarkson - Pieces of April
- Marcia Gay Harden - Mystic River
- Holly Hunter - Thirteen

## Cel mai bun film de animație
- În căutarea lui Nemo
- Brother Bear
- The Triplets of Belleville

## Cel mai bun film străin
- Invaziile barbare (Canada)
- Evil (Suedia)
- The Twilight Samurai (Japonia)
- Twin Sisters (Olanda)
- Želary (Cehia)